# Způsoby lovu zvěře
Během vývoje lovu a myslivosti se vyvinulo mnoho způsobů lovu zvěře. Nové způsoby přicházely s vývojem zbraní, vznikaly kvůli rozdílným přírodním podmínkám a rozdílné etologii zvěře.
K různým druhům lovu je potřeba různá výzbroj a výstroj. Jsou budovány různá zařízení k lovu, která mohou být dočasného charakteru (posedy, záštity, lapací zařízení aj.) nebo trvalého (pozorovatelny, chytadla a umělé nory)
Základní rozdělení lovu je na odstřel a odchyt.

## Odstřel
Odstřel je lov za užití palných zbraní. V minulosti se používaly i ostatní ze skupiny střelných zbraní, ale novým zákonem byla povolena jen tato skupina. Důvod je následující: Při odstřelu je důležité, aby byla zvěř usmrcena na místě (tzv. „zůstala v ohni“) z hlediska dodržení Zákona na ochranu zvířat před týráním.
Lov zvěře odstřelem dělíme lovy osamělé a společné.

### Individuální lov
Individuální lov provádí jedna osoba (pokud ji provází lovecký průvodce, stále se jedná o individuální lov) a loví se při něm převážně zvěř velká a šelmy. Používají se kulové zbraně a náboje. K individuálnímu lovu je potřeba lovecký lístek a povolenku k lovu (u skupinových lovů - honů, náháněk, nátlače... je povolenka k lovu hromadná ).
Nejčastější druhy individuálního lovu jsou: šoulačka, čekaná, slídění, lov na újedi a vábení.

#### Šoulačka, v regionální obměně šouračka nebo plížení
Nejsložitější způsob lovu. Lovec sám prochází (šoulá) známými cestičkami a stezkami - šoulačími chodníky - a snaží se ke zvěři přiblížit na bezpečný dostřel tak, aby nebyl zavětřen (aby jej zvěř neucítila), uslyšen ani uviděn - aby zvěř "nezradil". K postupu se používá různých přirozených krytů (stromy, křoví, skály). Tímto způsobem se loví převážně spárkatá zvěř.

#### Čekaná

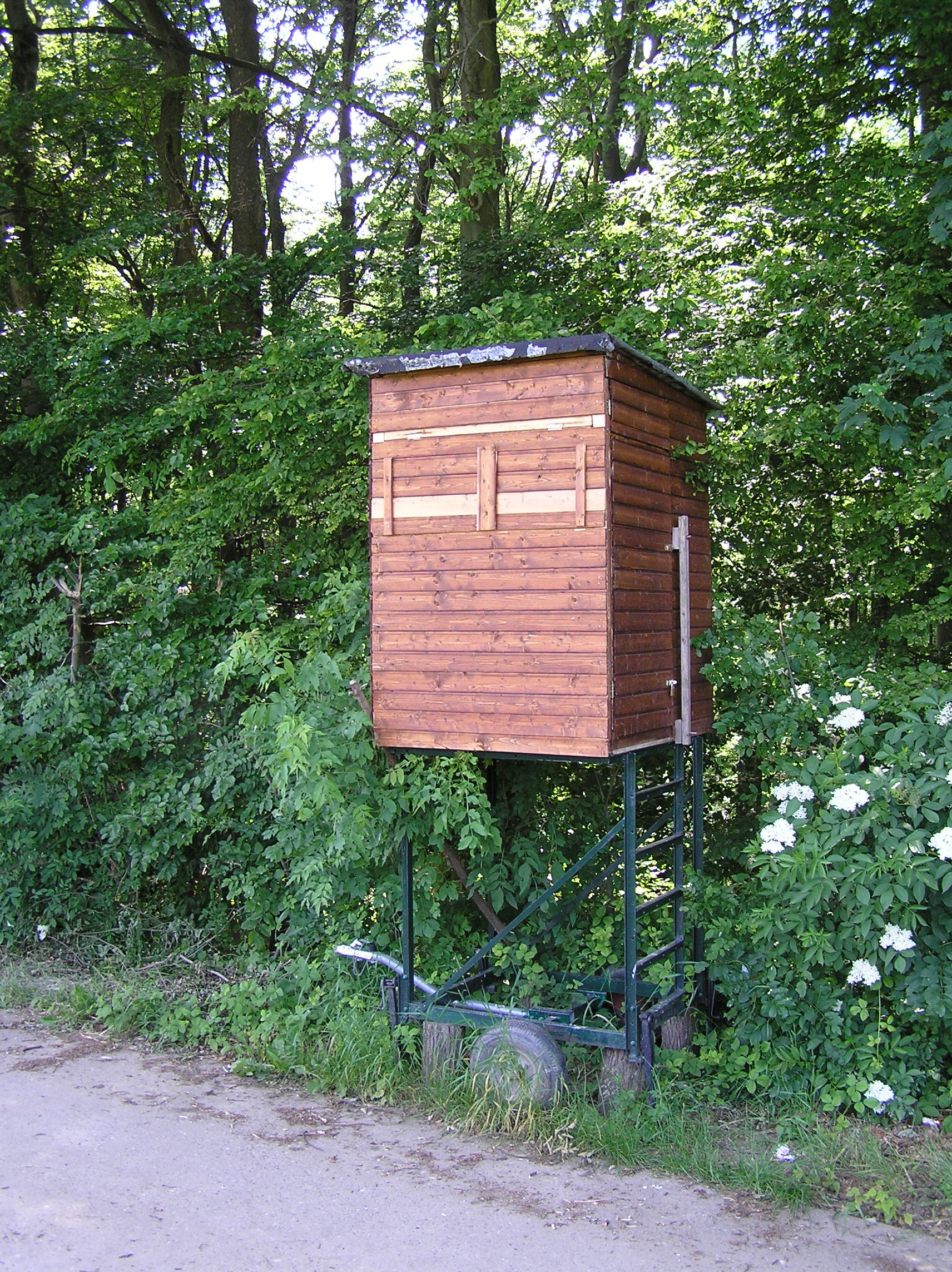
Nízký posed v Aichelbergu

Dříve označováno jako čekání. Způsob lovu, při kterém lovec čeká na vhodném místě. K tomu si vytvoří buď dočasné krytí (kryt z natrhaných větviček, přenosný posed) nebo použije již dopředu připravených zařízení určených k tomuto lovu (posedy, kazatelny). Podmínkou je, aby jej zvěř nemohla zavětřit, zůstal po celou dobu v klidu a jen pozoroval okolí.
Jelení zvěř se tímto způsobem loví hlavně z posedu (alespoň 8 m vysokých, aby lovec nebyl zpozorován a zavětřen) za ranního svítání nebo při večerním soumraku, kdy se jeleni chodí pást na své oblíbené pastviny. Podobně se čeká na dančí, srnčí a černou zvěř. Divoké vodní ptactvo se loví z upravených budek za rozbřesku nebo soumraku. K lovu holubů se používá krytí stromů nebo keřů. Lišky, kuny a podobné šelmy se loví čekáním u jejich nory nebo na újedišti.

#### Slídění
Při tomto způsobu lovu prochází lovec často křovinatý terén s myslivecky upotřebitelným psem ze skupiny slídičů. Psa nemusí mít samotný myslivec, ale častěji mu při lovu pomáhá jiná osoba. Tímto způsobem se loví hlavně drobná zvěř.

#### Lov na újedi
Tento lov patří mezi skupinu lestných lovů. Probíhá podobně jako čekaná, jen k přilákání zvěře se používá návnad, kterou tvoří tělo nebo část uhynulé nebo ulovené zvěře (velké šelmy). Může se ale používat i rostlinná potrava (vařené brambory), např. pro lov černé zvěře. Místo lovu se pak nazývá újediště. Velikost újedi se liší podle druhu zvěře, která je lovena (na medvěda se jako újeď používá např. kůň, kdežto na černou zvěř stačí pár vařených brambor). V každém případě je podle zákona nutné po lovu újeď odklidit. Tento způsob lovu je velmi obtížný a je potřeba hodně trpělivosti, protože v některých případech trvá i několik dní než lovná zvěř újeď najde a zvykne si ji navštěvovat pravidelně.

#### Vábení
Vábení patří do skupiny lestných lovů. Spočívá v přilákání zvěře napodobením jejího hlasu nebo hlasu kořisti. K tomu se používá vábniček, které se vyrábí k napodobení určitého druhu zvěře. Vábení je velice obtížné a existuje mnoho způsobů, jak zvěř přivábit v různých situacích. Zvěř v různých obdobích roku se loví jinak, stejně tak se mění zvuk vábení podle věku vábené zvěře.
Jiným druhem vábení je pomocí vycpané zvěře nebo napodobeniny (ze dřeva, sádry nebo plastu), tzv. balabána.

### Společný lov

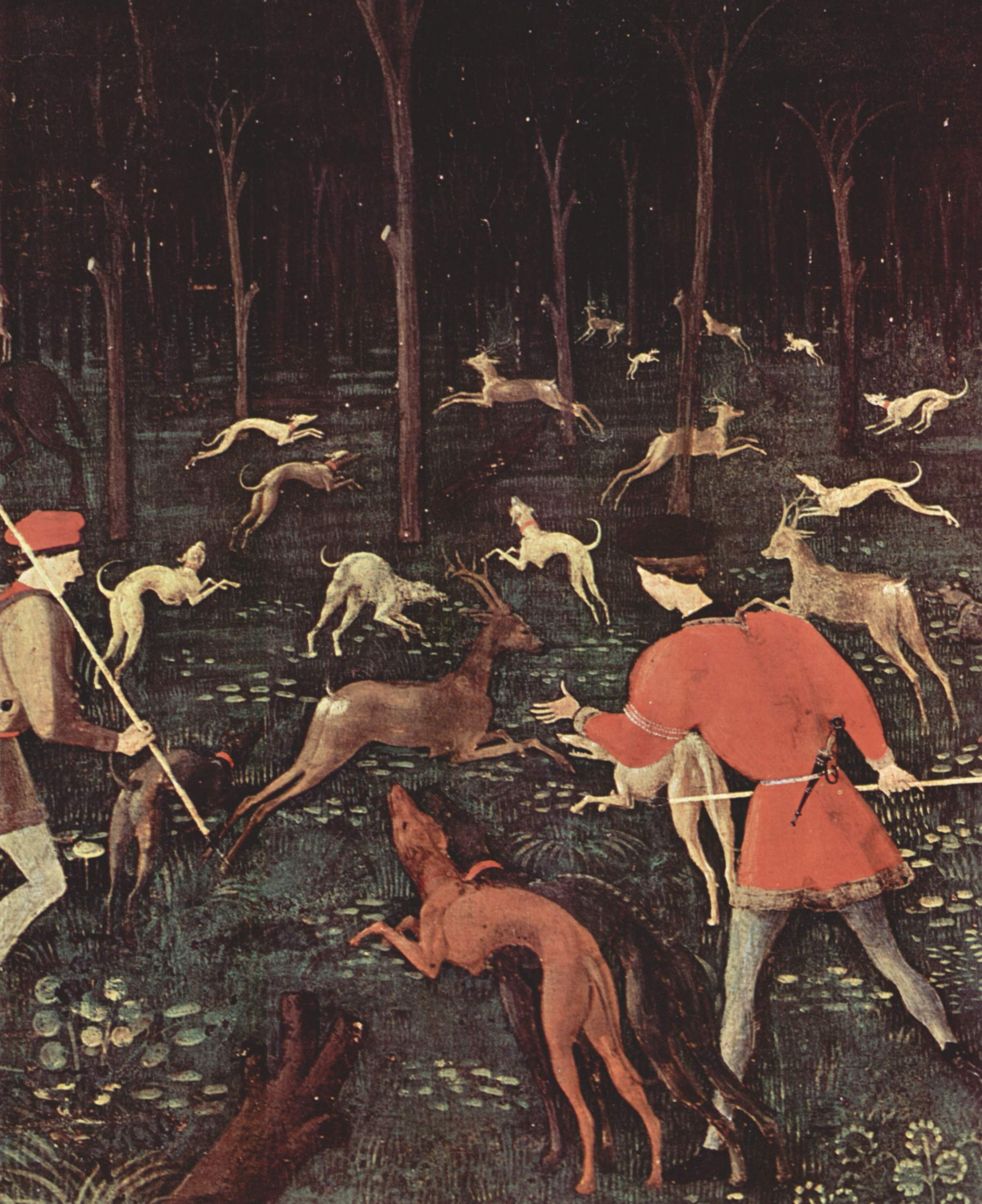
Obraz Paola Uccella zobrazující naháňku

Na společném lovu se loví drobná srstnatá i pernatá zvěř (např. zajíc, bažant, povolené druhy kachen …) a zvěř černá (lončák a sele). Společného lovu se účastní větší počet lidí - lovců a honců. Používají se brokové zbraně s brokovými či jednotnými náboji, ale i zbraně kulové s kulovými náboji (jen u naháněk a nátlaček na černou zvěř). Myslivci při lovu používají lovecky upotřebitelné psy.
Nejčastější druhy společného lovu jsou: kruhová leč, obstavná leč, česká leč, ploužení, naháňka a nátlačka.

#### Kruhová leč
Kruhová leč je společný lov, tudíž nespadá do individuálních lovů. Používá se na drobnou srstnatou zvěř (zajíc, králík).
Lovci se rozestoupí do kruhu (odtud název kruhová) a na povel vedoucího honu (hospodář nebo jím pověřená osoba) zahájí lov. Střelci, vodiči se psi se začnou pohybovat směrem do středu. Po přiblížení střelců na dostřel dává vedoucí honu povel Z kola ven, což znamená, že střelci nesmí střílet do kruhu, ale jen na zvěř vybíhající z kruhu ven. Po zvážení vedoucí honu dá povel konec leče, tudíž střelec vybíjí zbraň a je zakázána jakákoli střelba. U tohoto lovu je nutná vysoká disciplína (nebezpečí postřelení lovců a psů, kteří se pohybují v leči) a organizovanost. Také terén by měl být přehledný. Vzhledem k minimálním přirozeným stavům drobné zvěře se ve větší míře tato leč používá už jen na jihu Moravy.

## Odchyt

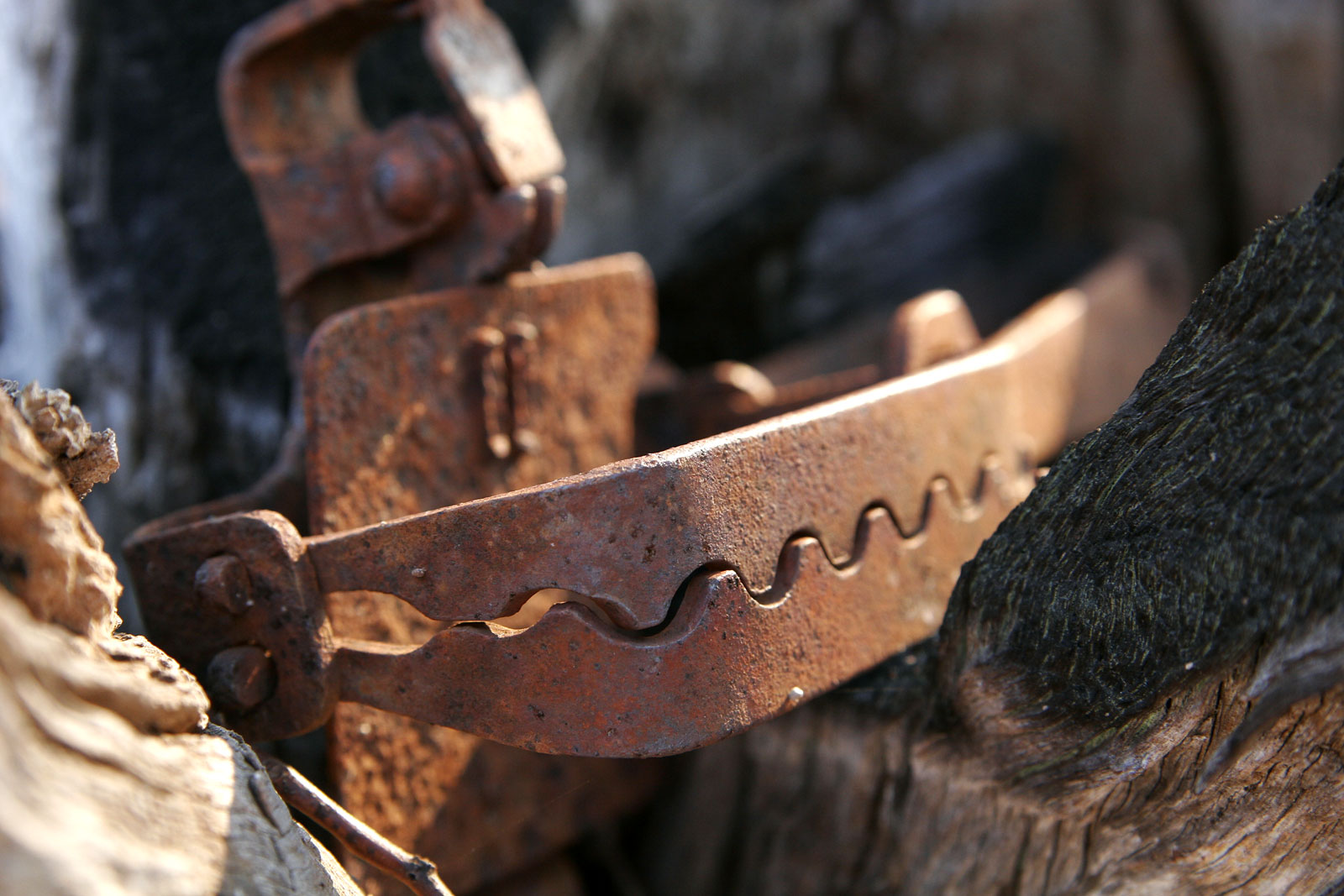
Použití želez je podle zákona zakázáno.

Odchyt je lov zvěře za pomoci různých druhů pastí nebo sítí za účelem chovu zvěře, veterinárních prohlídek nebo lovu malých srstnatých šelem. Myslivost a ornitologie mají v případě odchytu výjimku ze zákona, jinak je odchyt zakázán.